# رضا ثقتی
رضا ثِقَّتی (زادهٔ ۱۳۵۷) سیاستمدار اهل ایران است که از آذر ۱۴۰۰ تا تیر ۱۴۰۲ مدیرکل اداره فرهنگ و ارشاد اسلامی استان گیلان بود. او در تیر ۱۴۰۲ به‌علت رسوایی جنسی—افشای ویدیوئی از رابطهٔ جنسی او با یک مرد— از سمت خود برکنار شد. وی چهار سال سابقه ریاست اداره فرهنگ و ارشاد شهر رشت را داشت.

## زندگی و فعالیت سیاسی
رضا ثقتی در ۱۳۵۷ در رشت به‌دنیا آمد. او دانش‌آموختهٔ مقطع کارشناسی ارشد در رشته مدیریت فرهنگی از دانشگاه آزاد اسلامی واحد علوم و تحقیقات تهران است.
به گفته رحمت‌الله بیگدلی، عضو شورای مرکزی حزب جمهوریت ایران اسلامی و یکی از فعالان جناح اصلاح‌طلبان در ایران، رضا ثقتی عضو جبهه پایداری انقلاب اسلامی است. این ادعا بعداً توسط این جبهه تکذیب شد. ثقتی موضع‌گیری‌های تندی علیه مخالفان حجاب اجباری داشته‌است و از مدیران وزارت ارشاد جمهوری اسلامی بود که مسئله انتقال پیکر هوشنگ ابتهاج، شاعر ایرانی از آلمان به ایران و خاکسپاری او در رشت را پیگیری و در این زمینه خبررسانی می‌کرد، وی همچنین خود را آمر به معروف می‌داند.

## رسوایی جنسی
در تیر ۱۴۰۲، ویدئویی در کانال تلگرامی «رادیو گیلان» و شبکه‌های اجتماعی از رابطه جنسی دو مرد منتشر شد که منتشرکنندگان ویدیو، مدعی شدند که یکی از این دو نفر، رضا ثقتی است. همزمان با انتشار این تصاویر، خبر انتصاب عبدالرضا علی‌پناه به عنوان سرپرست اداره کل فرهنگ و ارشاد اسلامی استان گیلان منتشر شد. پس از چند روز روابط عمومی اداره کل فرهنگ و ارشاد اسلامی گیلان در بیانیه‌ای به نوعی برکناری ثقتی به دستور محمدمهدی اسماعیلی، وزیر ارشاد، را تأیید کرد. این اتفاق واکنش‌های گسترده کاربران و شخصیت‌های مهم را به همراه داشت و همین‌طور بازتاب زیادی در رسانه‌های گوناگون داشت. مدیر کانال تلگرامی «رادیو گیلان» بعداً از «حمله مأموران اطلاعاتی گیلان به خانه مادر و خواهرش» خبر داد.
ماجرای انتشار این فیلم به جلسات مجلس شورای اسلامی کشیده شد و به گفته محمدباقر قالیباف، رئیس این مجلس، در جلسه شورای عالی امنیت ملی هم در این باره صحبت شده‌است. خبرگزاری میزان از بازداشت او و فرد دیگر حاضر در فیلم خبر داده‌است.